# ISO 14971
ISO 14971 es una norma internacional ISO que contempla la Gestión de Riesgos de productos sanitarios.
En esta norma se establecen los requisitos de la gestión de riesgos para determinar la seguridad de un producto sanitario por parte del fabricante durante todo el ciclo de vida del producto.
Esta norma adoptada por el CEN como EN ISO 14971:2007 está armonizada con respecto a las directivas de producto sanitario europeas 93/42/EEC, 90/385/EEC y 98/79/EC.

Esta norma debe aplicarse a los productos sanitarios pues así está establecido en la ISO 13485 en el apartado 7.1 de planificación y es una norma armonizada con las directivas europeas de productos sanitarios 93/42/EEC, 98/79/EC y 90/385/EEC.